# Noakhali (zila)
Noajali (en bengalí: নোয়াখালী জিলা) es un zila o distrito de Bangladés que forma parte de la división de Chittagong.
Comprende 7 upazilas en una superficie territorial de 3093 km² : Begumgonj, Noajali Sodor, Chatkhil, Companigonj, Hatiya, Senbagh y Sonaimuri
.
La capital es la ciudad de Noajali.

## Upazilas con población en marzo de 2011[2]
- Begomgonj 549,308
- Chatkhil 233,253
- Companigonj 250,579
- Hatiya 452,463
- Kobirhat 196,944
- Noajali Sodor 525,934
- Senbagh 282,894
- Sonaimuri 327,194
- Subornochor 289,514

## Demografía
Según estimación 2010 contaba con una población total de 2.947.699 habitantes.